# Tolypeutes matacus
Tolypeutes matacus або південний трисмуговий броненосець- вид ссавців родини Chlamyphoridae ряду броненосців. Мешкають в Південній Америці.

## Опис
Довжина південного трисмугового броненосця становить від 22 до 40 см; вага від 1 до 2 кг. Довжина хвоста від 6 до 8 см. Самки зазвичай більші за розмірами. Панцир складається з трьох рухомих поясів; завдяки такій будові панциру тварина може легко зготратися в кулю. Колір панциру жовто-коричневий.

## Раціон
Південний трисмуговий броненосець харчується майже виключно термітами і мурахами, яких він ловить довгим липким язиком. Може інколи їсти равликів і черв'яків. Однак в неволі може харчуватися фруктами. овочами і ягодами.

## Поведінка
Спарюються трисмугові броненосці в кінці весни-на початку літа. Вагітність триває близько 120 днів. Дитинчата народжуються повністю сформованими і одразу після народження здатні згортатися в кулю. Статевої зрілості набувоють до 9-12 місяців. На відміну від багатьох інших броненосців. трисмугові броненосці не риють нори, хоча можуть поселитися в покинутій норі великого мурахоїда. В неволі живуть 12-15 років.

## Поширення
Мешкають на рівнинах Південної Америки, в таких країнах, як Аргентина, Болівія, Бразилія і Парагвай.

## Збереження
МСОП вважає положення цього виду загрозливим. Основну небезпеку становлять дії людини зі знищення природних середовищ проживання виду.

## Галерея

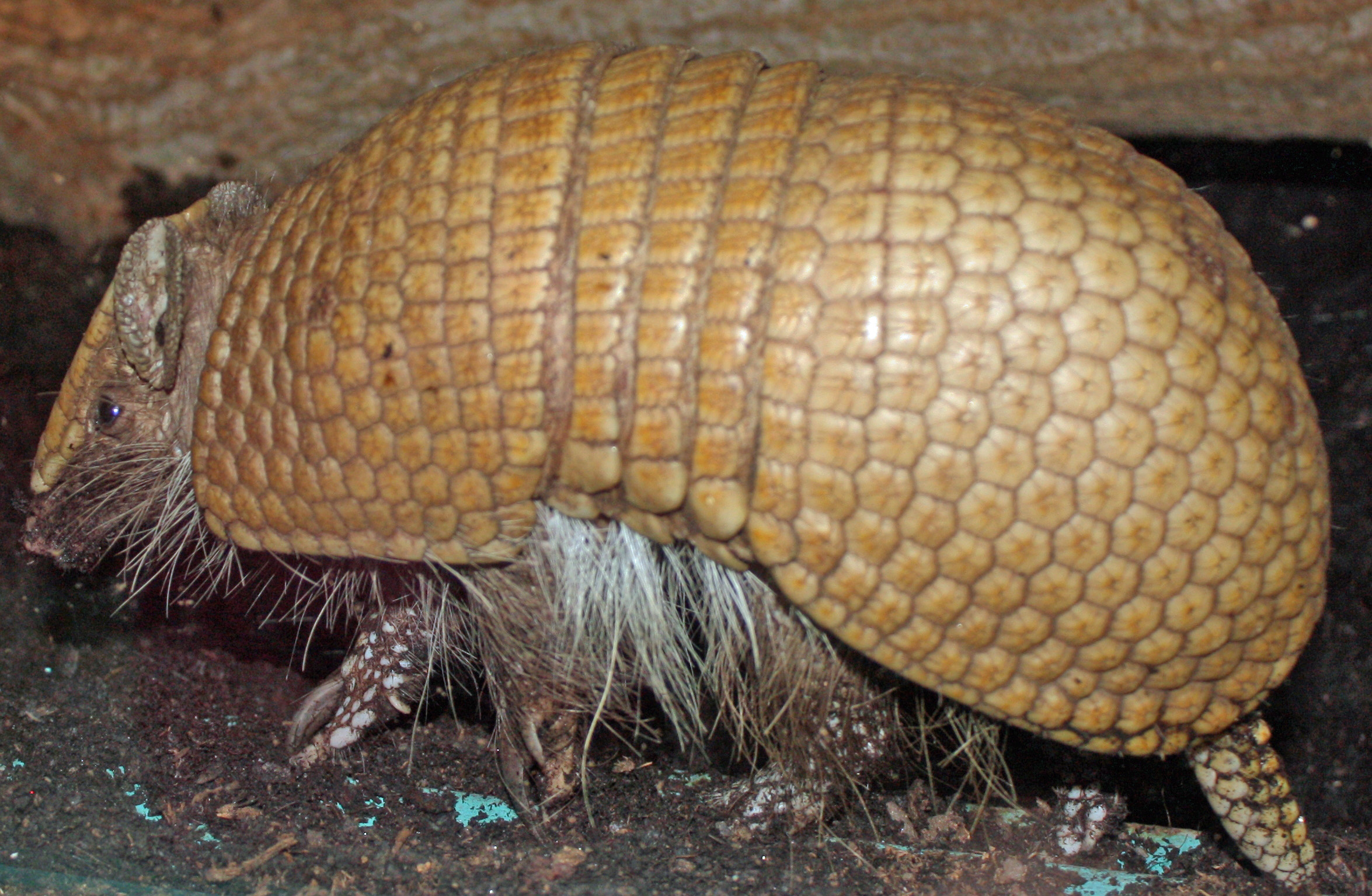
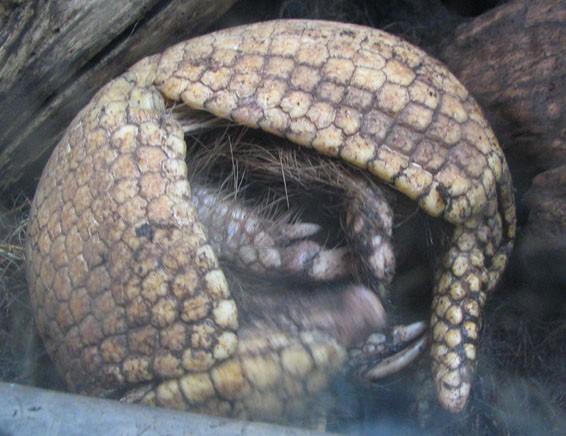
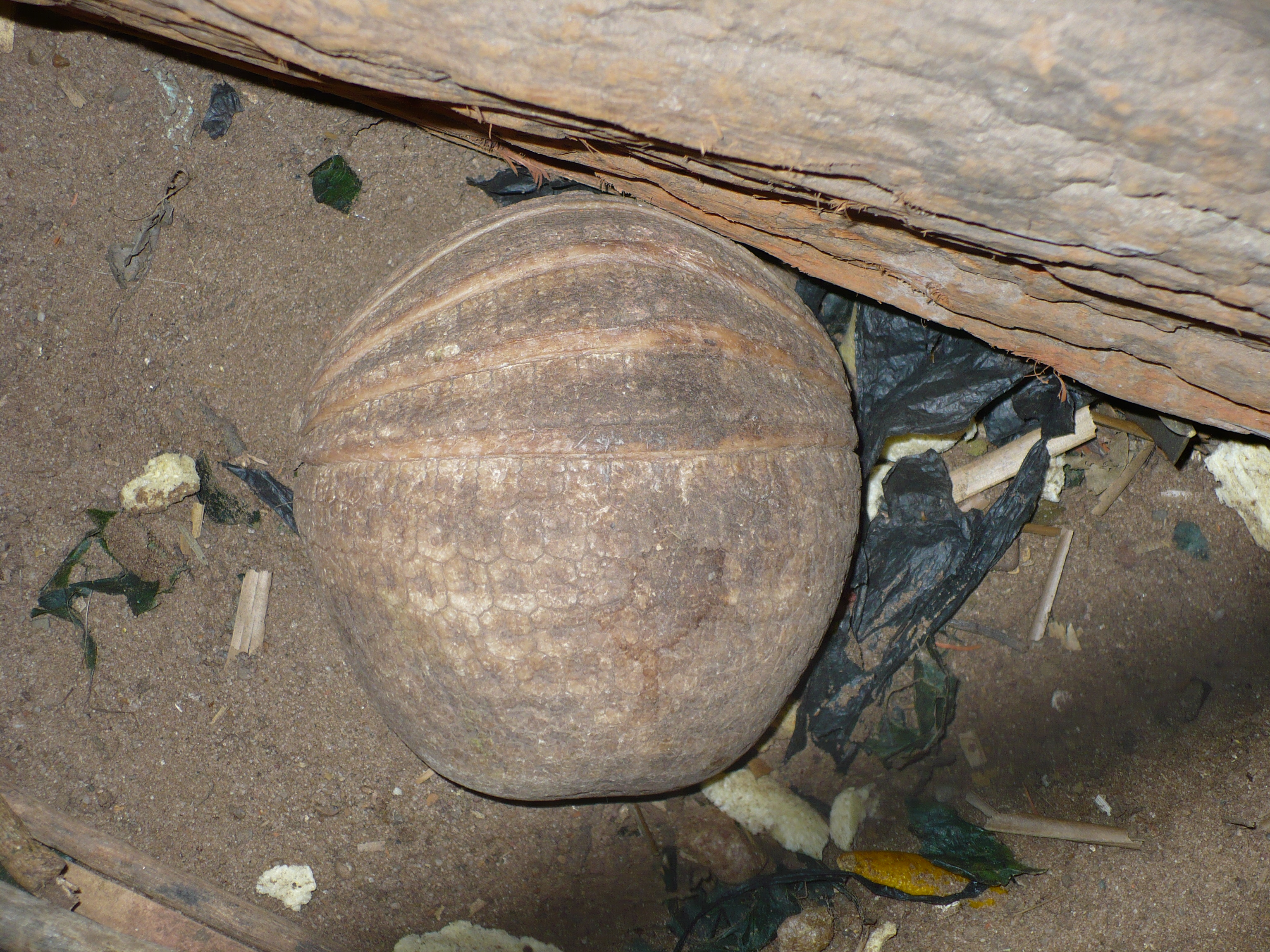
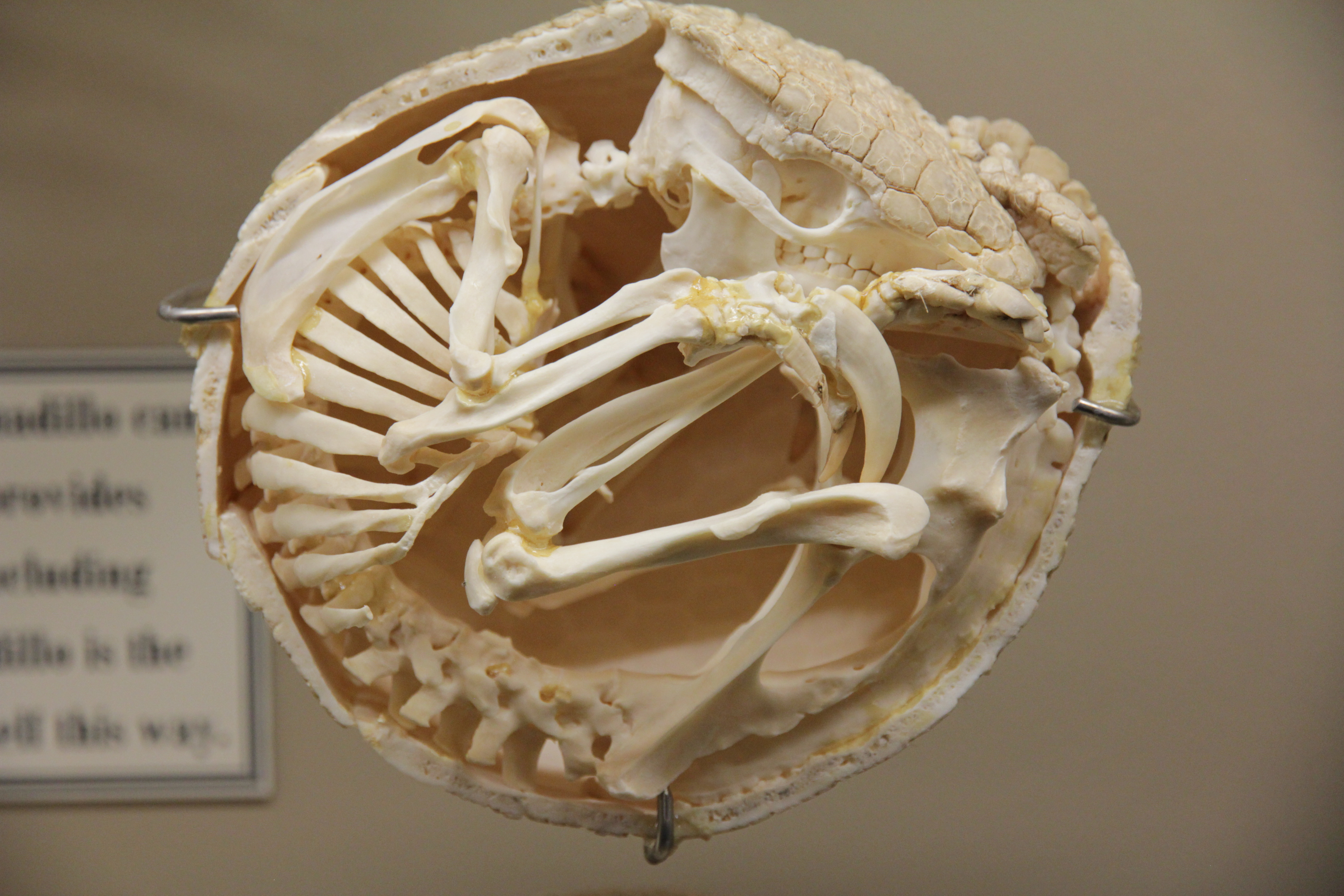